# Pseudaonidia trilobitiformis
Pseudaonidia trilobitiformis är en insektsart som först beskrevs av Green 1896.  Pseudaonidia trilobitiformis ingår i släktet Pseudaonidia och familjen pansarsköldlöss. Inga underarter finns listade i Catalogue of Life.